# کناری (تنگستان)
کناری، روستایی است از توابع بخش مرکزی شهرستان تنگستان استان بوشهر ایران.

## جمعیت
این روستا در دهستان اهرم قرار داشته و بر اساس سرشماری سال ۱۳۸۵ جمعیت آن ۳۲۶نفر (۷۹خانوار) بوده‌است.